# Citadelle d'Ajaccio
La citadelle d'Ajaccio est un ouvrage militaire bâti au XVIe siècle pour permettre le contrôle de la baie d'Ajaccio.

## Historique

### Première construction génoise
En 1453, la république de Gênes a confié à l'Office de Saint Georges l'administration de la Corse. En 1483, l'Office de Saint Georges reprend le contrôle de l'île. Pour assurer ce contrôle, il est nécessaire d'établir des points d'appui pouvant être facilement défendus et ravitaillés par mer. L'Office hésite entre le golfe de Sagone et le golfe d'Ajaccio avant de choisir ce dernier site. Une commission visite le golfe en 1491-1492 sous la direction du lieutenant du Delà des Monts et qui a été le surintendant de la construction de la citadelle d'Ajaccio, Domenico de Negroni, assisté d'un architecte lombard, Cristofaro de Gandino.
La république de Gênes avait déjà fait construire un fort au XIIIe siècle mais qui avait été abandonné au XIVe siècle. Finalement la commission a choisi pour implanter la nouvelle citadelle un lieu que les Génois appellent « Punta della leccia ». Ce lieu a l'avantage d'être entouré de mer sur trois côtés facilitant la fortification. Il dispose à proximité d'un mouillage qui permet d'accueillir des vaisseaux de fort tonnage.
C'est le 15 avril 1492 que les premiers ouvriers génois débarquent pour commencer les travaux d'aménagement du site. La première pierre du château est posée le 30 avril. Le bastion est terminé le 5 mai. Ce premier état de la citadelle ne comprend qu'une tour carrée d'une dizaine de mètres de haut entourée de baraques pour loger les troupes, protégées par des fossés, des courtines sans flanquements et un bastion. La conception de ce premier état de la citadelle d'Ajaccio est plutôt médiévale. Des Corses fidèles à Gênes, comme les Ornano et les Pozzo di Borgo, achètent des terrains près de la citadelle pour y faire construire des maisons.
En 1502, la république de Gênes fait entourer de murailles ce nouveau quartier et un fossé est taillé dans le rocher.

### Première occupation française en 1553 avec l'aide de Sampiero Corso
En 1553, la citadelle d'Ajaccio est occupée par les troupes françaises commandées par Paul de La Barthe de Thermes. La place est transformée sous la direction de Giordano Orsini.
La Corse est rendue à la république de Gênes à la signature des traités du Cateau-Cambrésis, en 1559. L'Office de Saint Georges récupère la Corse en 1559, puis le Sénat de Gênes en 1562.

### Renforcement de la citadelle suivant les plans de Giovan Giacomo Paleari Fratino

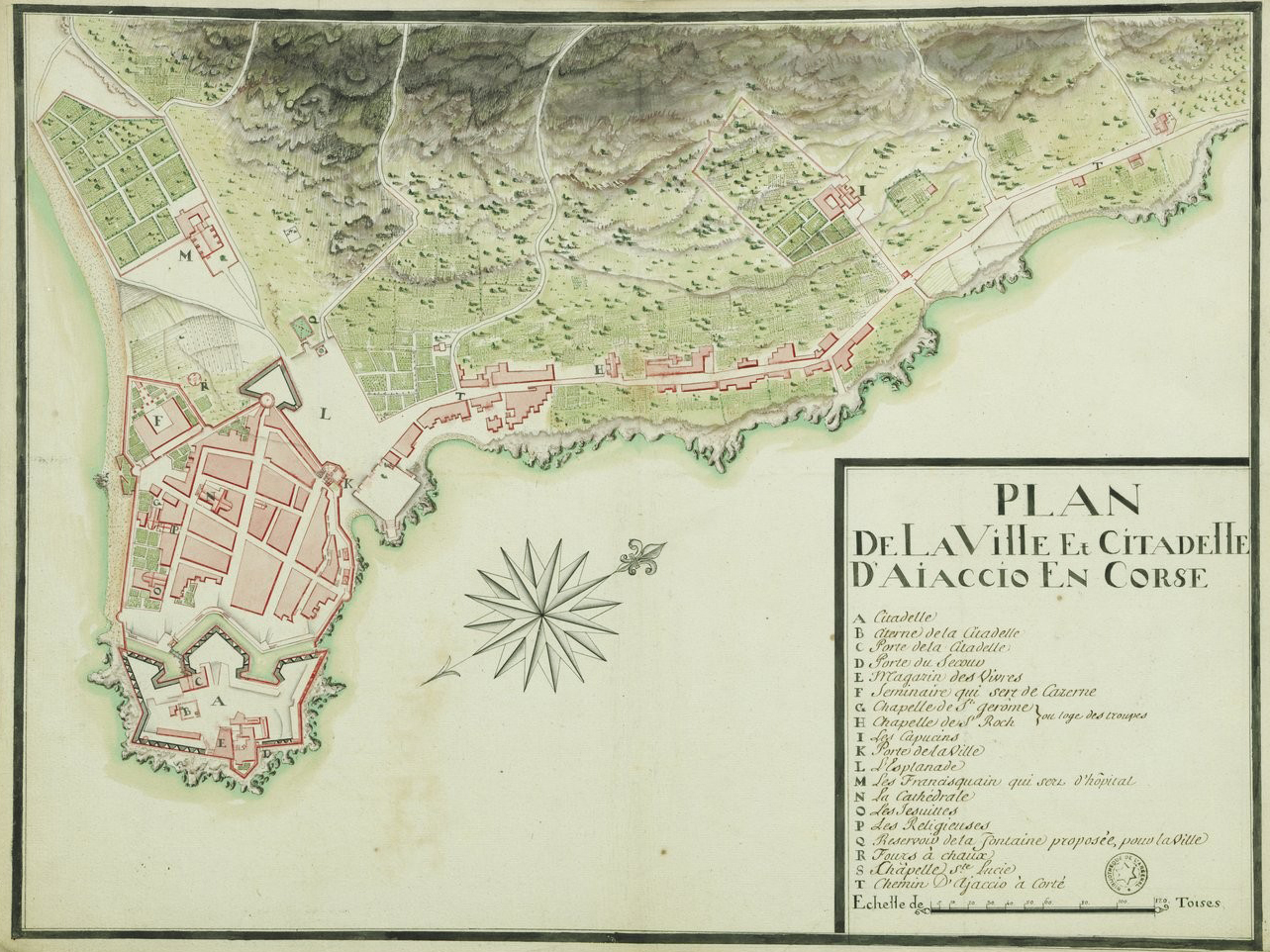
Plan de la ville et citadelle d'Ajaccio en 1787

À partir de 1559, il est nécessaire d'assurer la protection de la ville contre des attaques de vaisseaux turques. La république de Gênes décide alors de mener une politique de construction de fortifications et de renforcement de celles qui existent. Depuis que condottiere Sampiero Corso s'est rendu en ambassade auprès du Grand Turc, en 1562-1563, la république de Gênes craint des attaques des Turcs. La fortification de la citadelle est reprise par Giovan Giacomo Paleari Fratino (1520–1586) dit le Fratino, ingénieur militaire que Philippe II a prêté à son allié, la république de Gênes. Il est arrivé sur l'île le 29 janvier 1563, accompagné par le colonel Giorgio Doria. Il va réaliser une coupure entre la citadelle et la ville en détruisant d'anciens murs, une vingtaine de maisons et deux églises, dont l'église Santa Croce qui avait été la cathédrale d'Ajaccio. Il a aussi mis au point un système de tours pour protéger les côtes des attaques turques. Il a conçu la première tour Martello à la pointe de Mortella.
La nouvelle porte de la ville, le rastello, n'a été construite que dans les années 1570, et la tour du Diamant n'a été transformée en bastion qu'en 1584.

### Les troubles de Pâques 1792
Le 8 avril 1792 ont commencé les troubles de Pâques d'Ajaccio à la suite d'une dispute au cours d'une partie de quilles qui a dégénéré après l'intervention de gardes nationaux stationnés à Ajaccio et dont Napoléon Bonaparte venait de se faire élire lieutenant-colonel en second quelques jours plus tôt. Progressivement des armes sont sorties et des habitants prennent en chasse les gardes nationaux et leurs officiers dont Napoléon Bonaparte. Un des officiers est tué.  Les gardes nationaux du 2e bataillon se sont réfugiés dans le bâtiment du séminaire. Le 9 avril, des gardes nationaux tirent de la tour Saint-Georges qui communique avec le Séminaire sur des habitants qui sortent de la messe de la cathédrale tuant cinq personnes. D'autres gardes nationaux s'emparent du couvent des capucins et de la tour des Génois qui commandent la route de Corte. Pendant ces journées, Napoléon Bonaparte a excité les gardes nationaux contre les civils et fait preuve de rouerie en prétendant que Pascal Paoli lui avait donné l'ordre de conserver les positions occupées par les gardes nationaux. Certains gardes nationaux veulent s'emparer de la citadelle. Face à Bonaparte, le colonel François-Charles de Maillard  qui commande les 500 hommes du 42e régiment de ligne stationné dans la citadelle a progressivement ramené le calme avec l'aide des commissaires envoyés par le Directoire du département. Les députés corses à l'Assemblée législative, Pozzo di Borgo et Peraldi, accusent « Napoleone Buonaparte e causa di tutto ».

### Transfert de la propriété de la citadelle de l'État à la ville d'Ajaccio
Le vendredi 17 avril 2015, l'État et la ville d'Ajaccio ont signé un protocole d'accord pour transférer la propriété de la citadelle du ministère de la Défense à la ville d'Ajaccio

## Protection
La citadelle a été classée monument historique en totalité par arrêté du 5 septembre 2012, après que différentes composantes furent classées en 1914, 1921 et 1934
Le 4 juillet 2014, l'État a officialisé la cession de la citadelle d'Ajaccio à la commune, avec la signature d'un contrat. Cela va demander de nombreux efforts pour la municipalité, notamment sur la revalorisation de ce site.